# خوان مانويل دوارتي دافيلا
خوان مانويل دوارتي دافيلا هو سياسي مكسيكي، ولد في 3 ديسمبر 1962 في غوادالوبي، نويفو ليون في المكسيك. نشط حزبياً في حزب العمل الوطني. وقد انتخب عضو مجلس النواب المكسيك ‏.